# Geelkopdwergsikkelmot
De geelkopdwergsikkelmot (Borkhausenia luridicomella) is een vlinder uit de familie sikkelmotten (Oecophoridae). De wetenschappelijke naam is voor het eerst geldig gepubliceerd in 1856 door Herrich-Schäffer.
De soort komt voor in Europa.